# بلاک آیلند
بلاک آیلند قسمتی از رود آیلند، ایالات آمریکا است و حدود ۲۱ کیلومتری(۱۳مایلی) ساحل جنوبی رود آیلند و ۲۳ کیلومتری(۱۴مایلی) شرق نقطهٔ مونتاک در لانگ آیلند واقع در اقیانوس اطلس قرار گرفته است. طول بلاک آیلند ۷ مایل و عرض آن ۳/۵ مایل است. بلاک آیلند توسط تنگهٔ بلاک آیلند از رود آیلند جدا می‌شود. تعداد تالاب‌های این جزیره حدوداً ۳۶۵ عدد است.